# Charles Haubiel
Charles Haubiel   (Delta, 30 de gener de 1892 - Los Feliz, 26 d'agost de 1978), nom complet Charles Trowbridge Haubiel, fou un compositor i pianista estatunidenc. Estudià a Nova York i després a Berlín, havent estat professor en diversos centres oficials. va doner nombrosos concerts arreu d'Amèrica i és autor de les obres següents: Pelleas and Eizar, poema simfònic; Suite per a orquestra; Ereb elegia per a orquestra; Tone Pictures, per a piano. També va publicar els estudis Richard Wagner (1916) i Johannes Brahms.